# Repubblica Federale del Centro America
La Repubblica Federale del Centro America (inizialmente chiamatasi Province Unite dell'America Centrale, nota pure come Federazione Centroamericana o, soprattutto per derivazione dalla terminologia anglosassone, anche col nome di Stati Uniti dell'America Centrale) fu uno Stato dell'America Centrale dal luglio 1823 al 1841, nato con la dichiarata intenzione di ispirarsi al modello di repubblica federale degli Stati Uniti d'America.
Lo stemma sulla bandiera riportava inizialmente il nome di Province Unite dell'America Centrale. Dopo che la costituzione del novembre del 1824 modificò il nome dello Stato in Repubblica Federale del Centro America ("República Federal de Centroamérica / Centro América"), esso venne modificato anche nello stemma.
La capitale, inizialmente posta a Città del Guatemala, fu poi spostata nel 1834 a San Salvador.

## Storia
Alla federazione, che comprendeva inizialmente Guatemala, El Salvador, Honduras, Nicaragua e Costa Rica, si aggiunse nel 1830 un ulteriore stato, il Los Altos, che aveva per capitale Quetzaltenango e che occupava la zona montuosa occidentale dell'attuale Guatemala e parte dello Stato messicano del Chiapas.
I liberali centroamericani riposero grandi speranza nella repubblica federale che speravano sarebbe evoluta in una moderna nazione democratica grazie ai commerci tra i due oceani, l'Atlantico e il Pacifico, in mezzo ai quali lo Stato veniva a trovarsi. Tali aspirazioni e speranze furono riflesse dall'emblema della repubblica: la bandiera nazionale era infatti costituita da una banda bianca tra due strisce, proprio a rappresentare tale posizione geografica. Lo stemma nazionale era invece costituito da cinque montagne (una per ciascuno degli stati) tra due oceani sormontate da un berretto frigio, il simbolo della Rivoluzione francese.
Tuttavia la federazione incontrò ben presto problemi insormontabili: il progetto fu fortemente ostacolato da una parte delle élite. Inoltre il sistema dei trasporti interni e delle comunicazioni fra i diversi stati risultò essere del tutto deficitario, la maggior parte della popolazione non sentì mai propria tale integrazione fino a rifiutarla e la burocrazia prese il sopravvento. Si ebbero ben presto numerosi scontri tra diverse fazioni, sia all'interno della federazione sia all'interno dei singoli stati. Le condizioni di estrema instabilità politica così come le scarse risorse e la povertà della regione non permisero l'auspicata costruzione di un canale tra i due oceani (il canale di Panama fu completato solo nel 1914) che avrebbe apportato invece notevoli benefici economici.
Tra il 1838 e il 1840 la federazione, a causa di una guerra civile interna, si disgregò. Il primo Stato a separarsi fu l'Honduras che lasciò la federazione il 5 novembre 1838, mentre la federazione venne meno nel 1840, quando quattro stati su cinque avevano dichiarato l'indipendenza. La federazione fu però ufficialmente dichiarata cessata solo nel febbraio del 1841, quando El Salvador proclamò a sua volta la costituzione di una propria repubblica indipendente. Furono successivamente fatti, nel corso del XIX secolo, diversi tentativi per riunire gli Stati del Centro America in un unico soggetto politico, ma nessuno di questi ebbe successo.
Nonostante ciò il senso di condivisione derivante dalla storia comune e dalle residue speranze di riunificazione continuò a persistere nei singoli stati, tanto che tra il 1856 e il 1857 venne formata un'alleanza militare difensiva contro il tentativo di invasione della regione portato dallo statunitense William Walker.

## Capi dello Stato
|  |  |  | Nome | Periodo                             | Note                         |
|  |  |  | --- | ----------------------------------- | ---------------------------- |
|  |  |  | Primo triumvirato Molina, Rivera, Villacorta                                                                                                  | 10 luglio 1823 4 ottobre 1823       |                              |
|  |  |  | Secondo triunvirato O'Horán, Milla Pineda, Villacorta O'Horán, del Valle, Villacorta O'Horán, del Valle, Arce O'Horán, del Valle, de la Cerda | 4 ottobre 1823 29 aprile 1825       |                              |
|  |  |  | Secondo triunvirato O'Horán, Milla Pineda, Villacorta O'Horán, del Valle, Villacorta O'Horán, del Valle, Arce O'Horán, del Valle, de la Cerda | 4 ottobre 1823 29 aprile 1825       |                              |
|  |  |  | Secondo triunvirato O'Horán, Milla Pineda, Villacorta O'Horán, del Valle, Villacorta O'Horán, del Valle, Arce O'Horán, del Valle, de la Cerda | 4 ottobre 1823 29 aprile 1825       |                              |
|  |  |  | Secondo triunvirato O'Horán, Milla Pineda, Villacorta O'Horán, del Valle, Villacorta O'Horán, del Valle, Arce O'Horán, del Valle, de la Cerda | 4 ottobre 1823 29 aprile 1825       |                              |
|  |  |  | Manuel José Arce | 29 aprile 1825 13 aprile 1829       |                              |
|  |  |  | Francisco Morazán | 13 aprile 1829 14 giugno 1829       | Comandante in capo           |
|  |  |  | José Francisco Barrundia | 26 giugno 1829 16 giugno 1830       | ad interim da senatore       |
|  |  |  | Francisco Morazán | 16 settembre 1830 16 settembre 1834 |                              |
|  |  |  | Gregorio Salazar | 16 settembre 1834 14 febbraio 1835  | ad interim da vicepresidente |
|  |  |  | Francisco Morazán | 14 febbraio 1835 1º febbraio 1839   |                              |
|  |  |  | Diego Vigil | 1º febbraio 1839 31 marzo 1840      | ad interim da vicepresidente |

## Bandiere con i colori centroamericani
Gli Stati nati dallo scioglimento delle Province Unite mantennero in alcuni casi l'identica bandiera, ma quasi sempre (con la sola eccezione della Costa Rica, che comunque conserva uno stemma simile all'originale) gli stessi colori.
| Bandiera di El Salvador | Bandiera del Guatemala | Bandiera dell'Honduras | Bandiera del Nicaragua | Bandiera della Costa Rica |
| El Salvador             | Guatemala              | Honduras               | Nicaragua              | Costa Rica                |